# Ludu (köpinghuvudort i Kina, Jiangsu Sheng, lat 31,47, long 121,18)
Ludu är en köpinghuvudort i Kina. Den ligger i provinsen Jiangsu, i den östra delen av landet, omkring 230 kilometer öster om provinshuvudstaden Nanjing. Antalet invånare är 45 791. Befolkningen består av 20 862 kvinnor och 24 929 män. Barn under 15 år utgör 9,0 %, vuxna 15-64 år 84 %, och äldre över 65 år 5,0 %.
Runt Ludu är det mycket tätbefolkat, med 3 623 invånare per kvadratkilometer. Närmaste större samhälle är Xuhang, 10,5 km sydost om Ludu. Trakten runt Ludu består till största delen av jordbruksmark.
Genomsnittlig årsnederbörd är 1 436 millimeter. Den regnigaste månaden är augusti, med i genomsnitt 208 mm nederbörd, och den torraste är januari, med 53 mm nederbörd.